# Vågsfjärden
Vågsfjärden är en sjö i Kramfors kommun i Ångermanland som ingår i Nätraån-Ångermanälvens kustområde. Sjön är 45 meter djup, har en yta på 3,44 kvadratkilometer och befinner sig 1,1 meter över havet. Sjön avvattnas av vattendraget Sundströmmen. Vid provfiske har bland annat mårtenabborre, fredriklöja braxen, gers och gädda fångats i sjön.
Vågsfjärden ligger i Nordingrå och var fram till början av 1800-talet en havsvik, men har på grund av landhöjningen inte längre någon kontakt med havet. 

## Geologi
På östra sidan av fjärden längs vägen mellan Nordingråvallen och Häggvik finns en geologiskt intressant vägskärning. På bergväggen kan man omväxlande se bergarterna gabbro (mörk) och anortosit (ljus, grov). Dessa bergarter är vanliga i Nordingrå men ovanliga i resten av Sverige.

## Omgivning
Vågsfjärden omges av byarna Mädan, Häggvik, Sund, Körning och Nordingråvallen.

## Delavrinningsområde
Vågsfjärden ingår i delavrinningsområde (698128-162547) som SMHI kallar för Utloppet av Vågsfjärden. Medelhöjden är 53 meter över havet och ytan är 16,44 kvadratkilometer. Räknas de 13 avrinningsområdena uppströms in blir den ackumulerade arean 45,51 kvadratkilometer. Avrinningsområdets utflöde Sundströmmen mynnar i havet. Avrinningsområdet består mestadels av skog (48 procent) och jordbruk (11 procent). Avrinningsområdet har 3,48 kvadratkilometer vattenytor vilket ger det en sjöprocent på 21,1 procent. Bebyggelsen i området täcker en yta av 0,83 kvadratkilometer eller 5 procent av avrinningsområdet.

## Fisk
Vid provfiske har följande fisk fångats i sjön:
- Abborre
- Braxen
- Gärs
- Gädda
- Lake
- Löja
- Mört
- Nors
- Siklöja